# Prunus nigra
Prunus nigra, mận Canada hay mận đen, là một loại cây bụi thuộc chi Mận mơ, có nguồn gốc từ vùng phía đông Bắc Mỹ (bắt đầu từ Nova Scotia, về phía tây Minnesota và đông nam Manitoba, xa hơn về phía nam là các bang Connecticut, Illinois và Iowa).
Trước đây nó đã từng mọc tại bang Ohio nhưng đã tuyệt chủng. P. nigra mọc dọc các bờ suối ở các bang Saskatchewan và Alberta, quanh hồ Timiskaming ở phía bắc Ontario và dọc theo ranh giới 2 bang Maine – New Brunswick.
Loài này đang bị đe dọa nghiêm trọng vì chúng là vật chủ của loài rệp chuyên phá hoại những cánh đồng khoai tây của địa phương, nên rất nhiều cây mận đã bị chặt bỏ.

## Mô tả

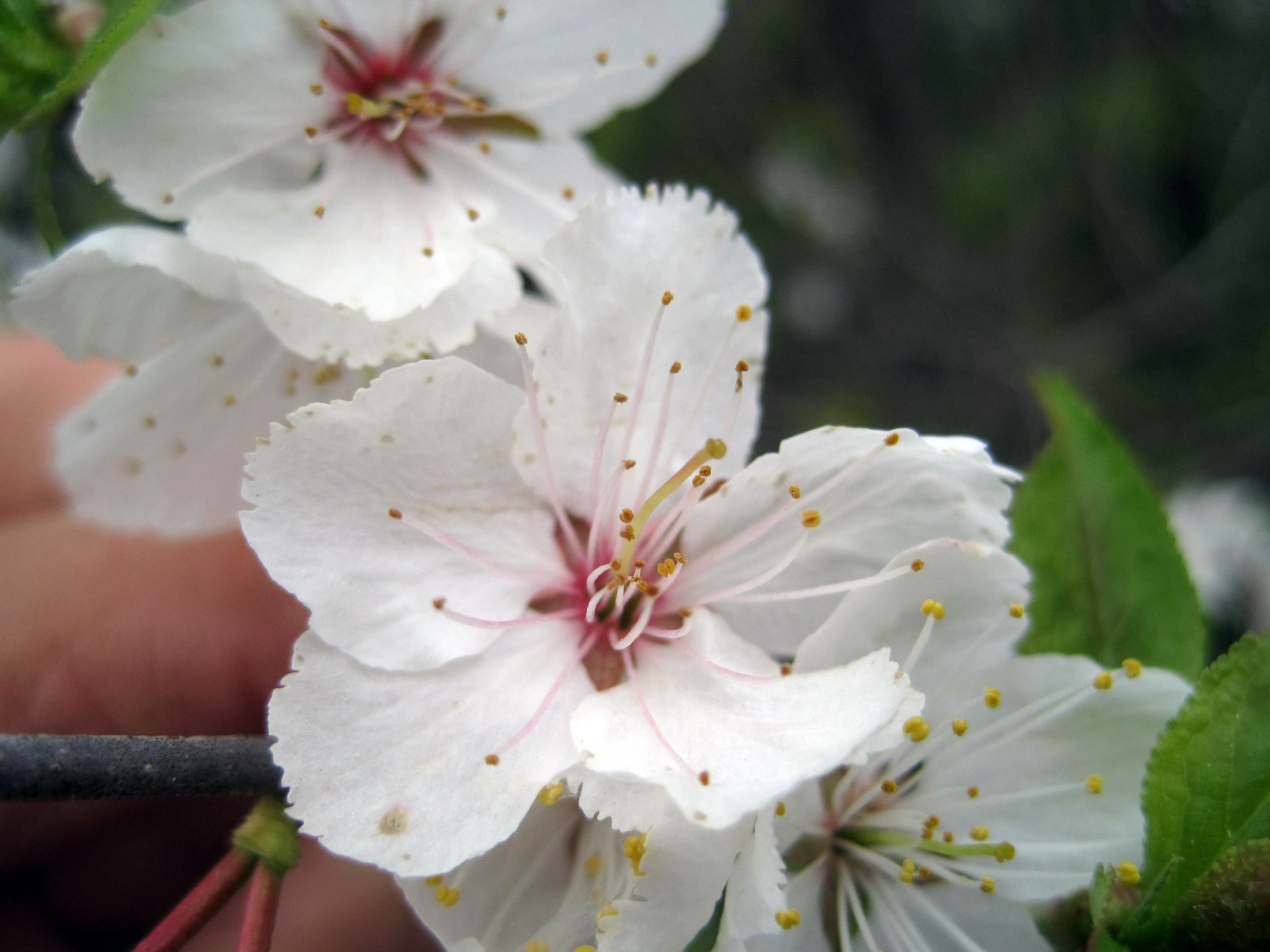
Hoa của Prunus nigra

P. nigra là một loài cây bụi rụng lá, mọc cao tới 10 mét, phát triển tốt nhất trong đất phù sa. Thân cây có đường kính khoảng 25 cm, tán dày với những cành thấp và cứng. Vỏ cây màu nâu xám, lớp vỏ cũ thường bong ra. Cành con có màu xanh tươi, khi trưởng thành có màu nâu đỏ sậm, đầy gai. Chồi mùa đông có màu nâu hạt dẻ, dài tới 8 mm, nhọn ở đầu.
Lá đơn, mọc xen kẽ, hình nêm, dài khoảng 5–12 cm và rộng 3–7 cm, đầu lá bị hẹp lại. Lá non có màu hơi đỏ, khi phát triển có màu xanh mướt ở mặt trên và nhạt hơn ở mặt dưới, có răng cưa. Hoa lưỡng tính, có đường kính 15–25 mm, 5 cánh tròn, có màu trắng hoặc hồng nhạt, mùi thơm nhẹ, nở vào giữa xuân. Cuống hoa ngắn, dày và cùng màu đỏ sậm với đài hoa, bên trong có khoảng 15–20 nhị hoa.
Quả hạch, hình bầu dục thuôn dài, dài 25–30 mm; vỏ dày, dai, màu đỏ cam; cùi thịt màu vàng, mọng nước, vị chua, bọc quanh hột. Cây kết trái vào cuối hè - đầu thu.
P. nigra hay bị nhầm lẫn với Prunus americana. Thoạt nhìn có nét tương đồng nhưng nếu để ý, lá của P. nigra có răng cưa cùn hơn so với những đường răng cưa sắc của P. americana. Một loài nấm trong chi Taphrina thường hay bám trên thân cây này, làm giảm năng suất ra trái của nó.

## Sử dụng
Quả của P. nigra có thể được ăn sống, nấu chín hoặc làm mứt, bỏ vào các loại bánh ngọt. Quả có thể phơi khô để dành làm thực phẩm dự trữ cho mùa đông của những tộc người bản địa. Do có cùng bộ NST nên P. nigra có thể lai tạp với mận Prunus salicina, tạo nhiều giống chất lượng cao và có thể sống sót được qua mùa đông khắc nghiệt của vùng cận Bắc cực.
Gỗ của loài P. nigra có màu nâu đỏ tươi, nặng và khá cứng, nhiều thớ; khi bị tổn thương sẽ chuyển sang màu đỏ khá hấp dẫn.

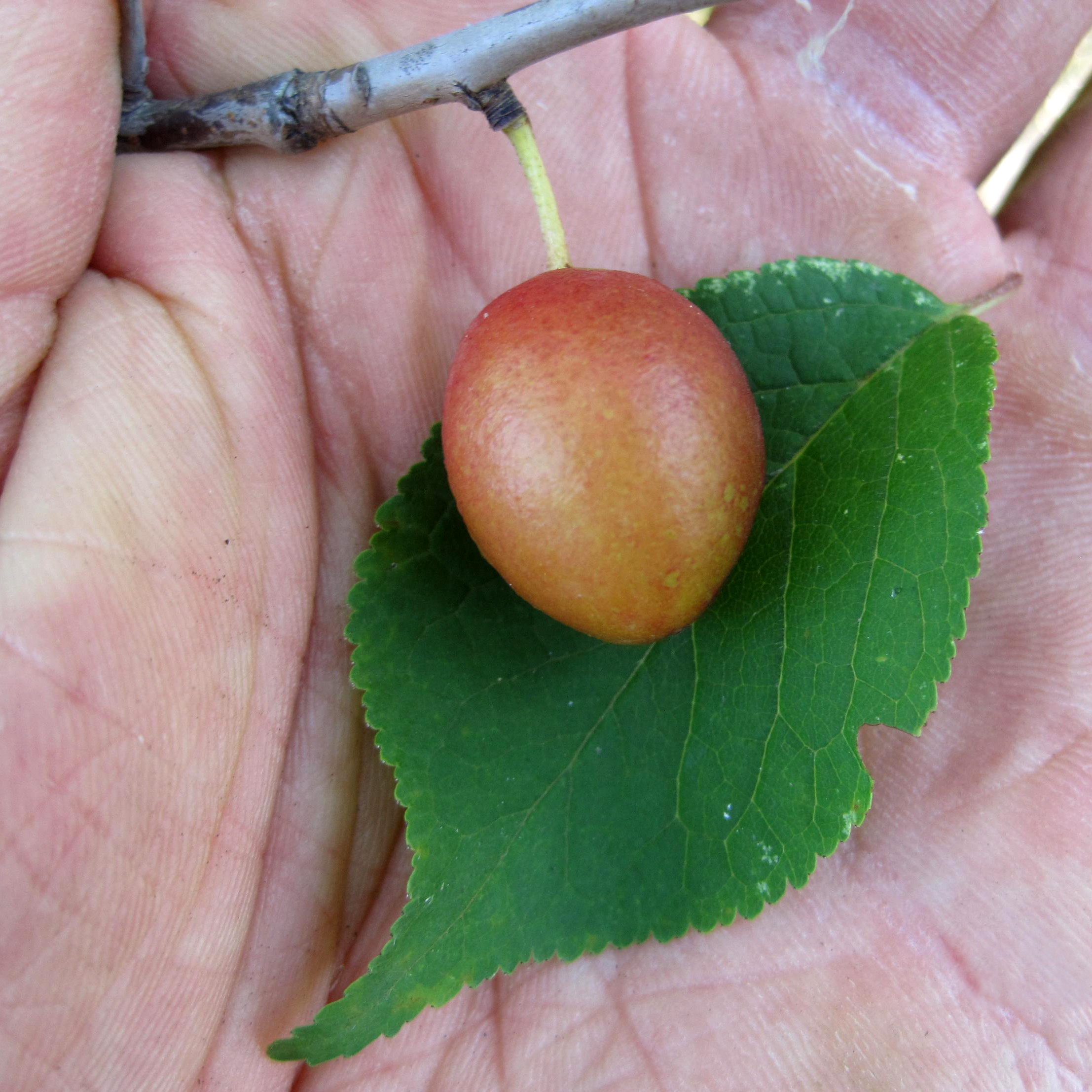
Quả và lá của Prunus nigra